# Mandala-Airlines-Flug 91
Mandala-Airlines-Flug 91 war ein inländischer Linienflug der indonesischen Mandala Airlines vom Flughafen Polonia zum Flughafen Soekarno-Hatta.

## Flugverlauf
Am 5. September 2005 um 03:15 UTC+7 (10:15 Uhr Ortszeit) verlor eine Boeing 737-200 der indonesischen Billigfluggesellschaft Mandala Airlines mit der Flugnummer 91 kurz nach dem Start vom Flughafen Medan an Höhe und raste über die Startbahn hinaus in ein dicht besiedeltes Wohngebiet. Das Flugzeug ging auf einer belebten Straße im Stadtzentrum in Flammen auf. Infolge der daraus resultierenden Explosionen brach am Unfallort Panik aus. Es war zu dem Zeitpunkt der schwerste Unfall, an dem eine 737-200 beteiligt war. Die Maschine hatte früher der Lufthansa gehört (Kennzeichen D-ABHK) und danach der Air Atlanta Iceland.

## Opfer
Von den 117 Menschen an Bord kamen 5 Besatzungsmitglieder und 95 Passagiere ums Leben. 15 Passagiere wurden schwer verletzt, zwei weitere, eine Mutter und ihr Kind, blieben unverletzt. Am Boden wurden 49 Personen getötet und 26 schwer verletzt.
Der einzige ausländische Fluggast war der Malaye Ti Teow Chuan. Er kam, ebenso wie der Gouverneur der Provinz Nordsumatra, Rizal Nurdin sowie der ehemalige Gouverneur der Provinz, Raja Inal Siregar, ums Leben. Nur wenige der Opfer erlagen ihren Verletzungen erst nach dem Absturz.
Der betroffene Stadtteil wurde durch den Absturz, den Brand und die folgenden Explosionen stark verwüstet.
Das Flugzeug wurde durch den Aufprall und das anschließende Feuer total zerstört.

## Überlebende
Rohadi Sitepu, einer der überlebenden Passagiere, teilte dem Privatsender Metro Television mit, dass neben ihm alle weiteren fünf Passagiere der Sitzreihe Nr. 20 den Absturz überlebten. Er berichtete, dass die Boeing nach einer Explosion schnell an Höhe verloren hat. Am Boden sprang Rohadi durch ein Loch in der Flugzeughülle und rannte davon, während er hinter sich mehrere weitere Explosionen hörte.
Aus dem Krankenhaus vermutete Freddy Ismail dem Radiosender El Shinta Radio gegenüber, das Flugzeug habe technische Schwierigkeiten nach dem Start gehabt: „Nach dem Start wurde das Geräusch des Triebwerkes lauter und das Flugzeug wurde heftig durchgeschüttelt, bevor es abstürzte“.

## Absturzursache
Die Flugschreiber wurden kurz nach dem Unfall geborgen und zur Untersuchung in die Vereinigten Staaten geschickt. Laut Unfallbericht haben die Piloten versucht, ohne ausgefahrene Auftriebshilfen zu starten. Es konnte nicht geklärt werden, ob oder warum die Take-Off-Warnung, die bei falscher Startkonfiguration ertönen sollte, nicht zu hören war. Die falsche Stellung der Auftriebshilfen war unerkannt geblieben, da die Checklisten nicht richtig abgearbeitet worden waren.

## Ähnliche Unfälle
Liste weiterer Flugunfälle, die sich aufgrund falsch gestellter Auftriebshilfen kurz nach dem Start ereigneten:
- Spanair-Flug 5022
- Northwest-Airlines-Flug 255
- Lufthansa-Flug 540
- British-European-Airways-Flug 548
- Delta-Air-Lines-Flug 1141
- LAPA-Flug 3142

## Belege
- Associated Press Indonesian Airliner Crashes Into City Killing 147 (Memento vom 11. September 2005 im Internet Archive). Los Angeles Times, September 5, 2005
- Richard Lloyd Parry „Times Online“. Times Online, September 6, 2005
- Suara Merdeka Misteri Durian 2 Ton di Mandala Airlines
- Suara Merdeka Dirut Mandala Akui Angkut 2,7 Ton Durian